# Ezequiel Lavezzi
Ezequiel Iván Lavezzi (ur. 3 maja 1985 w Rosario) – argentyński piłkarz, który występował na pozycji napastnika. W latach 2007–2016 reprezentant Argentyny. Przez większość swojej kariery występował w dwóch klubach SSC Napoli oraz Paris Saint Germain.
Srebrny medalista Mistrzostw Świata w 2014 roku oraz Copa América w 2015 i 2016. Uczestnik Copa América w 2011 roku.

## Kariera klubowa
Ezequiel Lavezzi jest wychowankiem Boca Juniors, w którym trenował już od dziesiątego roku życia. Argentyńczyk grał tam do 2003 roku, kiedy to został zawodnikiem CA Estudiantes. W jego barwach Lavezzi prezentował dobrą skuteczność – w 39 pojedynkach Primera B Metropolitano strzelił 17 bramek. Po zakończeniu sezonu argentyński napastnik za milion euro przeniósł się do włoskiej Genoi, jednak od razu został wypożyczony do San Lorenzo de Almagro. Podczas rozgrywek 2004/2005 Lavezzi wziął udział w 29 ligowych spotkaniach i zdobył osiem goli. Jego gra spodobała się działaczom "El Ciclón", którzy wykupili wychowanka Boca Juniors na stałe. W sezonie 2005/2006 Argentyńczyk w ataku grywał najczęściej z Paragwajczykiem José Cardozo, natomiast podczas rozgrywek 2006/2007 stworzył duet napastników razem z Peruwiańczykiem Roberto Jiménezem. Wówczas w turnieju zamknięcia argentyńskiej Primera División Lavezzi razem ze swoim zespołem zdobył tytuł mistrzowski.
5 lipca 2007 roku Lavezzi podpisał pięcioletni kontrakt z SSC Napoli, które zapłaciło za niego około sześć milionów euro. W Serie A zadebiutował 26 sierpnia w przegranym 0:2 meczu z Cagliari Calcio, natomiast pierwszego gola w lidze strzelił już w następnej kolejce, w wygranym 5:0 pojedynku przeciwko Udinese Calcio. 2 lutego 2008 roku argentyński piłkarz uzyskał dwa trafienia w zwycięskim 3:1 spotkaniu z Udinese, tyle samo bramek zdobył 19 marca w wygranym 2:0 meczu przeciwko Fiorentinie. W trakcie całych rozgrywek Lavezzi w 35 ligowych występach strzelił osiem goli. Sezon 2008/2009 również rozpoczął jako podstawowy gracz Napoli i tworzył najczęściej duet napastników razem ze swoim rodakiem Germánem Denisem.
Rozgrywki 2009/2010 zakończył z 30 występami w Serie A i 8 golami. 18 kwietnia 2010 strzelił oba gole w wygranym 2:1 meczu z Bari. W linii ataku grał zazwyczaj ze sprowadzonym przed sezonem z Udinese Calcio Fabio Quagliarellą. Przed rozpoczęciem rozgrywek 2010/2011 Lavezzi zmienił numer na koszulce z 7 na 22.
2 lipca 2012 podpisał kontrakt z Paris Saint Germain na okres 4 lat.
17 lutego 2016 przeszedł za kwotę około 4 milionów euro do Chebei China Fortune, klubu z najwyższej klasy rozgrywkowej w Chinach.
13 grudnia 2019 zakomunikował, że kończy karierę sportową.
| Sezon   | Klub                | Kraj      | Rozgrywki        | Mecze | Bramki | Rozgrywki Europy   | Mecze | Bramki |
| ------- | ------------------- | --------- | ---------------- | ----- | ------ | ------------------ | ----- | ------ |
| 2003/04 | Estudiantes         | Argentyna | Primera División | 39    | 17     | –                  | –     | –      |
| 2004/05 | Genoa CFC           | Włochy    | Serie A          | 0     | 0      | –                  | –     | –      |
| 2004/05 | San Lorenzo (wyp.)  | Argentyna | Primera División | 29    | 9      | –                  | –     | –      |
| 2005/06 | San Lorenzo         | Argentyna | Primera División | 22    | 9      | –                  | –     | –      |
| 2006/07 | San Lorenzo         | Argentyna | Primera División | 33    | 7      | –                  | –     | –      |
| 2007/08 | SSC Napoli          | Włochy    | Serie A          | 35    | 8      | –                  | –     | –      |
| 2008/09 | SSC Napoli          | Włochy    | Serie A          | 30    | 7      | Liga Europy UEFA   | 2     | 0      |
| 2009/10 | SSC Napoli          | Włochy    | Serie A          | 30    | 8      | –                  | –     | –      |
| 2010/11 | SSC Napoli          | Włochy    | Serie A          | 31    | 6      | Liga Europy UEFA   | 9     | 2      |
| 2011/12 | SSC Napoli          | Włochy    | Serie A          | 30    | 9      | Liga Mistrzów UEFA | 8     | 2      |
| 2012/13 | Paris Saint-Germain | Francja   | Ligue 1          | 28    | 3      | Liga Mistrzów UEFA | 7     | 5      |
| 2013/14 | Paris Saint-Germain | Francja   | Ligue 1          | 32    | 9      | Liga Mistrzów UEFA | 10    | 2      |
| 2014/15 | Paris Saint-Germain | Francja   | Ligue 1          | 13    | 2      | Liga Mistrzów UEFA | 4     | 0      |

Stan na: 14 grudnia 2014 r.

## Kariera reprezentacyjna

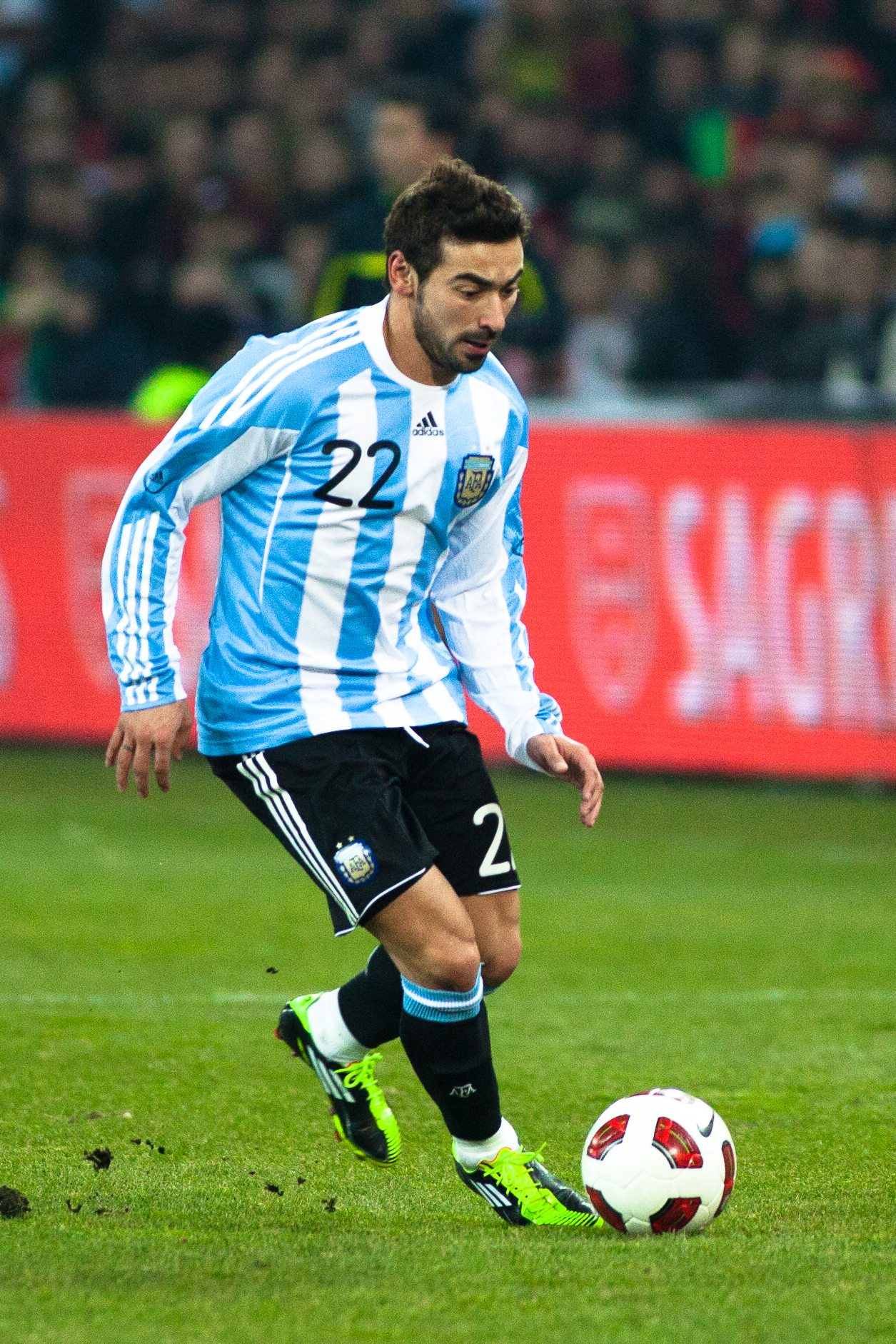

W reprezentacji Argentyny Lavezzi zadebiutował 18 kwietnia 2007 roku w zremisowanym 0:0 pojedynku z Chile rozegranym w ramach towarzyskiego turnieju Coca Cola Cup. W 2008 roku razem z drużyną narodową wystąpił na Igrzyskach Olimpijskich w Pekinie, gdzie na turnieju piłkarskim razem z reprezentacją prowadzoną przez Sergio Batistę wywalczył złoty medal. Lavezzi zdobywał gole w dwóch grupowych meczach – wygranym 1:0 z Australią i zwycięskim 2:0 z Serbią. W 2010 gracz Napoli znalazł się we wstępnej 30–osobowej kadrze Argentyńczyków na Mistrzostwa Świata w RPA, jednak do 23–osobowego składu ostatecznie się nie załapał.

## Sukcesy

### Klubowe
San Lorenzo
- Mistrzostwo Argentyny (1x): Clausura 2006/2007

Napoli
- Puchar Włoch (1x): 2011/2012

Paris Saint-Germain
- Mistrzostwo Francji (3x): 2012/2013, 2013/2014, 2014/2015
- Puchar Francji (1x): 2014/2015
- Superpuchar Francji (2x): 2013, 2014
- Puchar Ligi Francuskiej (2x): 2013/2014, 2014/2015

### Reprezentacyjne
- Igrzyska olimpijskie (1x): 2008
- Wicemistrzostwo Świata (1x): 2014
- Finalista Copa América (2x): 2015, 2016